# Leslie Reid
Leslie Reid (* 2. Juli 1956 in Vancouver, British Columbia) ist eine kanadische Dressurreiterin.

## Werdegang
Ihren ersten Einsatz in einem internationalen Wettbewerb mit der kanadischen A-Nationalmannschaft hatte Reid 1991 bei den Pan Am Games in Havanna. Sie startete bei den Olympischen Spielen in Athen und Beijing.  Auch 1996 war sie Mitglied des Olympischen Teams von Kanada, doch ihr Pferd Seafox fiel aus.

## Pferde (Auszug)
- Mark, Holsteinerwallach
- Orion

## Erfolge

### Championate
- Olympische Spiele
  - 2004, Athen: mit Mark 9. Platz mit der Mannschaft und 35. Platz im Einzel
  - 2008, Beijing: mit Orion 8. Platz mit der Mannschaft und 43. Platz im Einzel